# 2014년 바다흐샨 산사태
2014년 바다흐샨 산사태는 2014년 5월 2일 아프가니스탄 바다흐샨주 아르고 구에서 발생한 산사태를 말한다. 이 사고로 인하여 350명에서 2,700명이 사망했다. 또한, 가옥 300채가 파괴되면서 약 14,000명의 부상자가 발생했다. 첫 산사태가 발생하여 구조대가 출동했지만, 이후 두 번째 산사태가 발생하여 구조대가 매몰되고 구조 활동을 방해했다. 다음날인 5월 3일 아프가니스탄 정부는 생존자 수색을 중단하고 집단 무덤 선언을 하였다.

## 같이 보기
- 바다흐샨주
- 2024년 엥가 산사태